# Alonzo G. Decker
Alonzo Galloway Decker Sr. (* 16. Januar 1884 in Baltimore, Maryland; † 18. März 1956 in Towson, Maryland) war ein US-amerikanischer Unternehmer, Erfinder und Theosoph.

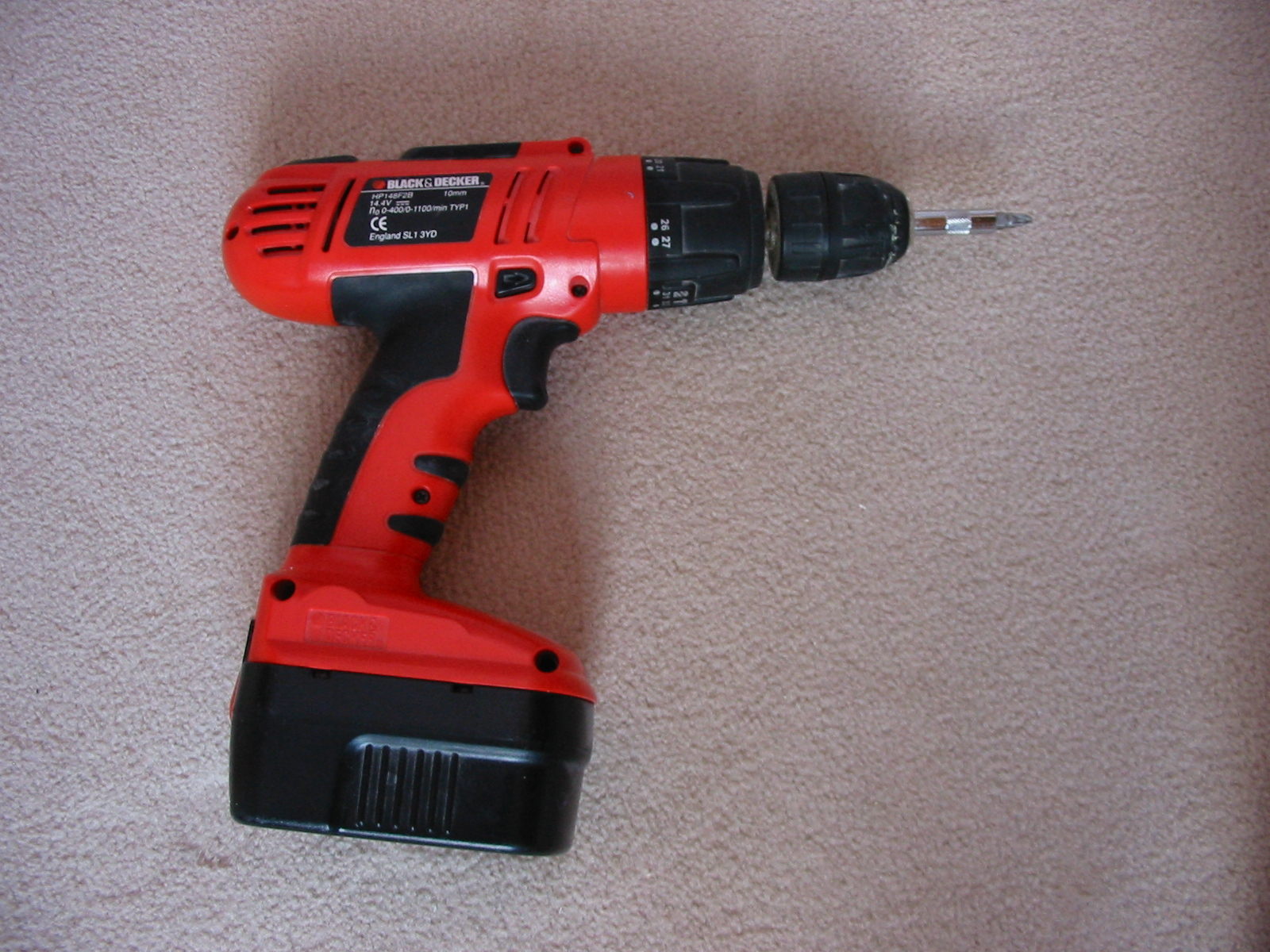
Akkuschrauber mit Pistolengriff von
Black & Decker

Zusammen mit S. Duncan Black gründete Decker 1910 in Baltimore die Black & Decker Manufacturing Company als kleine Maschinenwerkstatt. 1914 erfand Decker den Pistolengriff mit eingebautem Druckschalter für eine Handbohrmaschine; nach diesem System werden Bohrmaschinen bis heute hergestellt. 1917 ließ er sich diese Erfindung patentieren und baute zusammen mit Black in Towson (ein Vorort von Baltimore) das erste Black & Decker-Werk zur Herstellung von Elektrowerkzeugen. In den folgenden Jahrzehnten expandierte das Unternehmen in der ganzen Welt. Nach dem Tod von Black 1951 wurde Decker alleiniger Präsident der Firma; diese Funktion übte er bis zu seinem Tod 1956 aus.
Am 3. April 1929 trat er der Theosophischen Gesellschaft Adyar bei und blieb bis zu seinem Tod Mitglied.
2019 wurde Decker posthum in die National Inventors Hall of Fame aufgenommen.
Decker Sr. ist nicht mit seinem Sohn gleichen Namens Alonzo Galloway Decker Jr. (1908–2002) zu verwechseln. Dieser war von 1964 bis 1975 Präsident von Black & Decker.